# Hadrián VI.
Adriaan Florenszoon Boeyens (2. března 1459 Utrecht – 14. září 1523 Řím) byl nizozemský duchovní a teolog, který pod jménem Hadrián VI. zastával od roku 1522 až do své smrti úřad papeže. Byl jediným papežem z Nizozemska a posledním papežem neitalského původu až do roku 1978, kdy (455 let po jeho smrti) na papežský trůn usedl Polák sv. Jan Pavel II.
Hadrián VI. pocházel z chudé rodiny lodního tesaře. Otec zemřel v jeho 10 letech a matka jej proto poslala na výchovu a vzdělání do kláštera augustiniánů-kanovníků ve Zwolli. Díky své inteligenci a píli pokračoval od roku 1476 studiem filozofie na artistické fakultě univerzity v Lovani (tehdy v Brabantském vévodství), od roku 1478 na tamní teologické fakultě studoval teologii a církevní právo. Již od roku 1488 přednášel filozofii a 30. června 1490 byl vysvěcen na kněze. Od roku 1493 vyučoval jako profesor na této univerzitě teologii. Byl slavným učitelem, jeho přednášky poslouchal i Erasmus Rotterdamský. V letech 1493–1501 byl postupně vicekancléřem a kancléřem univerzity a v letech 1501–1502 jejím rektorem. 
Kromě učitelské práce působil Hadrián také jako kazatel a teolog. Psal práce o různých problémových oblastech, jako je svátostná teologie, dogmatika a etika. Zřídil také burzu pro studenty teologie v Lovani.
Od roku 1490 byl pastorem velké komunity bekyň v Lovani, jímž zůstal i jako papež. Byl také pastorem v Goedereede v jižním Holandsku a od roku 1497 byl děkanem kolegiátního kostela Sint-Pieter v Lovani. Kromě toho se objevil v úřadu probošta v Utrechtu a Lutychu a kanonií v Antverpách a v Anderlechtu.
Hadrián byl široce oceňován jako poradce a odborník, byl považován za „věštce Nizozemska“.  Proto ho Markéta Habsburská přivedla na svůj dvůr jako poradce a její otec, císař Maxmilián I. Habsburský mu svěřil do výchovy svého vnuka Karla, pozdějšího císaře Svaté říše římské – Karla V. . Vyučoval jej klasickým jazykům.
Hadrián tak získal přístup k vládnoucí rodině a postupně stále větší politický vliv. V roce 1509 se vzdal svých akademických funkcí ve prospěch své práce u dvora. 
V roce 1516 byl Hadrián poslán do Španělska, aby připravil nástup mladého krále Karla V. k moci. 18. srpna 1516 byl jmenován biskupem v Tortose. Biskupské svěcení přijal v roce 1516 z rukou Diega de Ribery, biskupa ze Segovie. Generálním inkvizitorem pro Aragonii a Navarru byl jmenován v listopadu 1516, v roce 1518 se stal také generálním inkvizitorem pro León a Kastilii. Nebyl jen inkvizitorem pro celé Španělsko, ale také královým guvernérem pro provincie Kastilie a León. Jako guvernér zastupoval nepřítomného krále spolu s kardinálem Jiménezem de Cisneros. Po Cisnerosově smrti byl jediným guvernérem. Ve své roli guvernéra byl nejen svědomitý a pedantský, ale také neobratný v jednání. V roce 1520 nedokázal zabránit vypuknutí povstání Comuneros, které císařově vojsku podařilo potlačit až po tvrdých bojích.
1. července 1517 Hadrián získal titul kardinála římského kostela Santa Maria dell'Anima, patronátního chrámu římských obyvatel ze Svaté říše římské. 
Po nečekané smrti papeže Lva X. byl tento španělský kardinál zvolen ve své nepřítomnosti papežem v naději, že bude podporovat Habsburky. Volbou cizáka byli Římané pobouřeni. V době volby se papež zdržoval v baskickém městě Vitoria-Gasteiz a jeho cesta do Říma byla poměrně dlouhá. Také vlivem epidemie moru v Římě jeho korunovace proběhla až po více než sedmi měsících, 31. srpna 1522. 
Tento papež nebyl v Římě oblíben, protože se snažil o reformu církve, o úspory a potlačení prostopášnosti. Den po své korunovaci papež zrušil veškeré exempce – finanční úlevy kardinálů a zavedl systém přísných úspor. Neprosazoval své osobní zájmy ani nepotismus. Nebyl nakloněn lidovým zábavám a dal uzavřít ve Vatikánu i proslulý Belveder, tj. místo, kde se bavila papežova družina.
Hadrián VI. byl zbožný, přísný a inteligentní muž, který si nepotrpěl na přepych a pokoušel se reformovat církev, na což však byl jeho pontifikát příliš krátký. Na mezinárodní scéně hledal dohodu s představiteli reformace.
Na jeho náhrobku je vytesán nápis „Zde leží Hadrián VI., jenž neznal většího neštěstí, nežli že panoval.“